# Aló Presidente
Aló Presidente (svensk översättning: "Hallå president") är ett TV- och radioprogram som sänds i Venezuela. Programmet sänds söndagar klockan 11 lokal tid och programledare är president Hugo Chávez. Programmet började sändas i radio 23 maj 1999 och senare även i televisionen. För att fira programmets tioåriga födelsedag genomfördes en fyradagars maratonsändning.

## Format
Programmet presenteras i direktsändning, oftast utan manus. Programmets har ingen bestämd tidslängd, men brukar avslutas före 17.00. Regeringens ministrar har närvaroplikt. De kan utfrågas av presidenten när som helst om vad som helst, och ibland beslutas regeringens politik — till och med militära planer — i direktsändning. I programmet den 2 mars 2008 beordrade Chávez en general att skicka tio bataljoner marktrupper till den colombianska gränsen som svar på en bombning genomförd av colombianska styrkor i Ecuador som dödade Raúl Reyes, en ledande medlem av FARC.. Bataljonerna förflyttades dock inte. (Se även Sydamerikanska diplomatiska krisen 2008.)
Chávez has tidigare använt programmet för att diskutera USA:s utrikespolitik.